# Южная группа войск
Южная группа войск (ЮГВ, венг. Déli Hadseregcsoport) — оперативно-стратегическое объединение Вооружённых Сил СССР, временно расквартированное на территории Бессарабии и Северной Буковины (1940—1941), Болгарии и Румынии (1945—1947) и Венгрии (24.11.1956—19.06.1991).

## ЮГВ (1-е формирование)
Образована в июне 1940 года накануне советской аннексии Бессарабии и Северной Буковины, командующий группой войск — генерал армии Г. К. Жуков, вскоре на основе ЮГВ был сформирован Южный фронт. После аннексии и расформирования Южного фронта в июле 1940 года продолжила своё существование на новом месте дислокации. Прекратила своё существование со вторжением Германии в СССР. Факт существования Южной группы войск, а равно и Южного фронта в 1940 году, и принадлежности к ним тех или иных частей и соединений, в советской историографии не освещался.

## ЮГВ (2-е формирование)
Образована после окончания Великой Отечественной войны 15 июня 1945 года из соединений и частей Советской Армии, находившихся к этому моменту на территории Болгарии и Румынии, в соответствии с Директивой Ставки ВГК № 11098 от 29 мая 1945 года. Управление Южной группы войск сформировано к 10 июня 1945 года на базе управления 3-го Украинского фронта.

Основной задачей группы войск был контроль за выполнением Болгарией и Румынией условий перемирия, заключённого этими странами с союзными державами.
Расформирована после подписания 10 февраля 1947 года в Париже мирных договоров с Болгарией и Румынией.

### Командующие ЮГВ (2-е формирование)
- июль 1945 — январь 1947 — Маршал Советского Союза Ф. И. Толбухин
- январь 1947 — 15.01.1948 — генерал-полковник  В. Д. Цветаев

### Состав Южной группы войск в 1945 году
После окончания Великой Отечественной войны Красная Армия претерпела значительное сокращение. В составе Южной группы войск осенью 1945 года остались 37-я и 57-я армии и части группового подчинения.
| - 46-я армия - 4-я гвардейская армия - 26-я армия - 27-я армия - 57-я армия - 18-й танковый корпус - 1-й гвардейский механизированный корпус - 5-й гвардейский кавалерийский корпус - 1-я болгарская армия - 3-я югославская армия - 17-я воздушная армия |

| - 37-я армия - 66-й стрелковый корпус (195-я и 333-я стрелковые и 19-я механизированная дивизии, 318-я корпусная артиллерийская бригада) - 4-я гвардейская механизированная дивизия - 46-я армейская пушечная артиллерийская бригада - 10-я армейская артиллерийская противотанково-истребительная бригада - 35-я армейская зенитно-артиллерийская дивизия - 57-я армия (на 10.04.1946 г.) - 6-й гвардейский стрелковый Дунайский корпус (61-я и 126-я гвардейские стрелковые и 25-я гвардейская механизированная дивизия, 323-я корпусная артиллерийская бригада) - 64-й стрелковый Дунайский корпус (68-я и 73-я гвардейские стрелковые и 24-я гвардейская механизированная дивизии, 324-я корпусная артиллерийская бригада) - 104-й стрелковый корпус (74-я и 93-я стрелковые и 20-я механизированная дивизии) - Соединения группового подчинения: - 19-я танковая дивизия - 2-я гвардейская механизированная дивизия |

## ЮГВ (3-е формирование)
10 июня 1945 года была сформирована Центральная группа войск. В состав группы входили советские войска которые дислоцировались в Австрии и Венгрии. В 1955 году ЦГВ была расформирована, соединения и части были выведены из Австрии на территорию СССР, а из оставшихся на территории Венгрии войск был в сентябре 1955 года сформирован Особый корпус. Управление корпуса располагалось в городе Секешфехерваре. После событий в Венгрии в октябре-ноябре 1956 года, у руководства СССР возникла необходимость создания новой военной группировки на территории Венгрии. На совещании военных комендантов в Будапеште маршал И. С. Конев объявил официальное решение советского правительства от 24 ноября 1956 года о создании в Венгрии Южной группы войск (день образования ЮГВ). Первым командующим ЮГВ (2-е формирование) был назначен генерал армии М. И. Казаков (период командования : 24.11.1956 — 26.10.1960).
В дальнейшем в ходе развития и становления ЮГВ , 28 мая 1957 года было подписано дополнительное соглашение между СССР и ВНР, которое предусматривало невмешательство советских войск во внутренние дела ВНР, определялся порядок расположения соединений и частей, их перемещений, пользование полигонами, вопросы юрисдикции и др.
В начальном периоде формирования в составе и нумерации соединений и воинских частей ЮГВ происходили изменения, но начиная с 1965 года в составе ЮГВ на постоянной основе вместе с воинскими частями группового подчинения находились 13-я гвардейская танковая дивизия, 19-я гвардейская танковая дивизия, 93-я гвардейская мотострелковая дивизия и 254-я мотострелковая дивизия.
Южная группа войск (управление и штаб группы войск — Будапешт) с 1984 года подчинялась Главнокомандующему войсками Юго-Западного направления. Авиационную поддержку осуществляли ВВС ЮГВ, с 1967 года — 36-я воздушная армия.

### Состав ЮГВ и вывод войск в 1989—1991 году
С 25 апреля 1989 года, в связи с началом частичного вывода войск, состав воинских частей в соединениях ЮГВ в результате их переподчинения и передислокации был изменён.
В июне 1989 года ЮГВ располагала примерно 70 тыс. военнослужащих, 950 танками, 600 БМП и БТР, 650 орудиями, миномётами и РСЗО, 120 самолётами и 123 вертолётами (в том числе 100 вертолётами армейской авиации). По отношению к середине 1980-х гг. эта численность уменьшилась на 340 танков, 1080 БМП и БТР, 150 орудий.
12 марта 1990 года начался основной вывод войск. Последний эшелон проследовал через пограничную станцию Захонь 16 июня 1991 года. Командующий ЮГВ генерал-лейтенант В. Е. Шилов покинул Венгрию 19 июня 1991 года. В этот день вывод ЮГВ был официально завершён. ЮГВ была окончательно расформирована в сентябре 1992 года.
- Управление и штаб группы войск (Будапешт)
- 13-я гвардейская танковая Полтавская ордена Ленина, дважды Краснознамённая, орденов Суворова и Кутузова дивизия (Веспрем)[α]
- 19-я гвардейская танковая Николаевско-Будапештская Краснознамённая, ордена Суворова 2-й степени дивизия (Эстергом-Кертварош)[β]
- 93-я гвардейская мотострелковая Харьковская дважды Краснознамённая, орденов Суворова и Кутузова дивизия (Кечкемет)[γ]

После вывода дивизия располагала 258 танками, 181 БМП, 86 БТР, 131 САУ, 18 РСЗО, 36 миномётами.
- 254-я мотострелковая Черкасская ордена Ленина, Краснознамённая, орденов Суворова, Кутузова и Богдана Хмельницкого дивизия (Секешфехервар)[δ]
- 81-й отдельный батальон охраны и обеспечения (Будапешт)
- 55-я зенитная ракетная бригада (Мор[венг.], медье Фейер (ЗРК Бук)[ε]

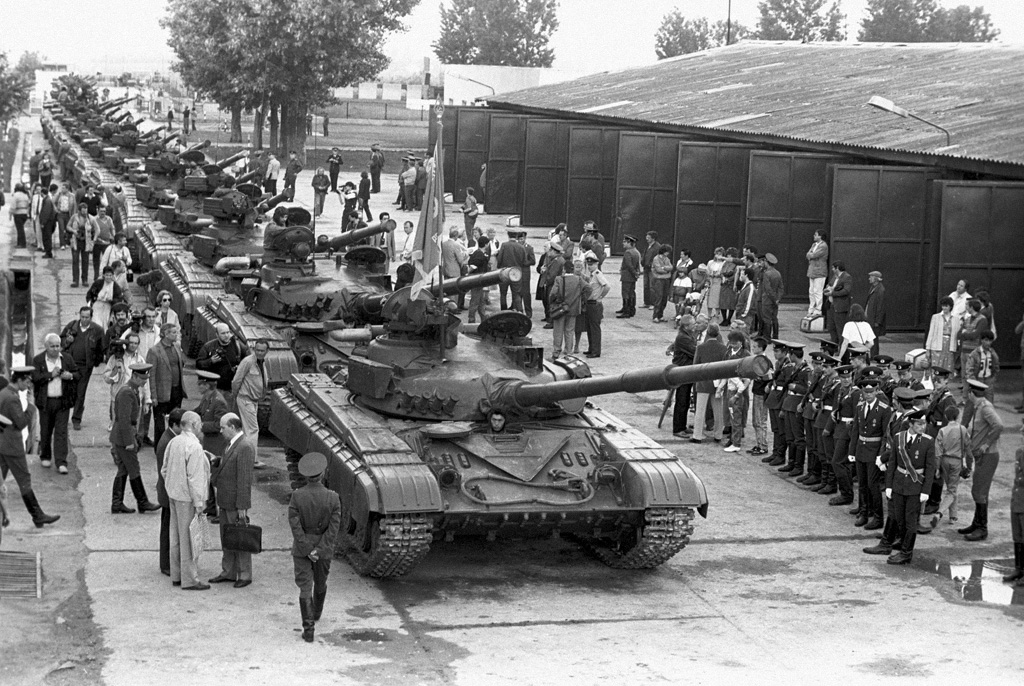
Вывод советских войск с территории Венгрии. 1990 год

- 127-я гвардейская ордена Красной Звезды бригада связи (Будапешт-Этьек[англ.]-Ботпуста[венг.], 47°27′05″ с. ш. 18°42′55″ в. д.HGЯO), с 1989 — Сенткирайсабадья)[ζ]
- 70-я отдельная радиотехническая бригада (Будапешт)[η]
- 188-й командный радиоцентр (Обуда)
- 459-я ракетная бригада (9К79 «Точка») (Тата, п. Бай)[θ]
- 103-й учебный танковый полк (Дебрецен) — выведен и расформирован в 1989
- 22-я ракетная бригада (Домбовар)[ι]
- 20-й отдельный понтонно-мостовой полк (Дунауйварош)[κ]
- 40-й авторемонтный завод (Секешфехервар)
- 902-й отдельный десантно-штурмовой батальон (Кечкемет)[λ]
- 297-я зенитная ракетная бригада (Дунафёльдвар) (ЗРК Круг)[μ]
- 444-й отдельный батальон РЭБ (Кечкемет)
- 75-я отдельная рота специального назначения (г. Мор — 1957—1969, г. Ньиредьхаза — 1969—1989, г. Дебрецен — 1989—1991)[ν].

### ВВС Южной группы войск
Первоначальный состав, вошедший в группу из Особого корпуса:
- 195-я гвардейская истребительная авиационная Днепропетровская Краснознамённая, ордена Богдана Хмельницкого дивизия:
  - 1-й гвардейский истребительный авиационный Красногвардейский ордена Ленина, Краснознамённый, ордена Кутузова полк (МиГ-15бис; Веспрем);
  - 5-й гвардейский истребительный авиационный Берлинский Краснознамённый, ордена Богдана Хмельницкого полк (МиГ-17Ф, ПФ, 19; Папа);
  - 106-й гвардейский истребительный авиационный Висленский орденов Кутузова и Александра Невского полк (МиГ-17 Ф, ПФ; Папа);
- 177-я гвардейская бомбардировочная авиационная Черкасская Краснознамённая, ордена Суворова дивизия:[5]
  - 674-й гвардейский бомбардировочный авиационный Висленский Краснознамённый полк (Ил-28, Дебрецен);
  - 727-й гвардейский бомбардировочный авиационный Черкасский ордена Богдана Хмельницкого полк (Ил-28, Текель);
  - 880-й гвардейский бомбардировочный авиационный Висленский Краснознаменный полк (Ил-28, Дебрецен).

### Награды Южной группы войск
Для ветеранов Южной группы войск было выпущено несколько общественных наград, таких как Медаль «60 лет Южной группе войск» и Медаль «35 лет Южной группе войск СССР».

### Командующие ЮГВ (3-е формирование)
- 24 ноября 1956 — 26 октября 1960 — генерал армии  М. И. Казаков
- 26 октября 1960 — 10 августа 1961 —  и.о. генерал-лейтенант танковых войск М. Т. Никитин
- 10 августа 1961 — 5 сентября 1962 — генерал армии   П. И. Батов
- 5 сентября 1962 — 14 октября 1969 — генерал-полковник  К. И. Провалов
- 14 октября 1969 — 18 декабря 1975 — генерал-полковник  Б. П. Иванов
- 18 декабря 1975 — март 1979 — генерал-полковник Ф. Ф. Кривда
- март 1979 — 31 июля 1982 — генерал-полковник В. И. Сивенок
- 31 июля 1982 — 5 августа 1985 — генерал-полковник К. А. Кочетов
- 5 августа 1985 — 20 июня 1988 — генерал-полковник А. А. Демидов
- 21 июня 1988 — 28 декабря 1990 — генерал-полковник М. П. Бурлаков
- 29 декабря 1990 — сентябрь 1992 — генерал-лейтенант В. Е. Шилов

### Начальники штаба ЮГВ (3-е формирование)
- 24 ноября 1956 — 1 апреля 1958 — генерал-лейтенант И. В. Тутаринов
- 2 апреля 1958 — 16 мая 1960 — генерал-лейтенант танковых войск М. Т. Никитин
- 17 мая 1960 — 21 декабря 1961 — генерал-лейтенант И. А. Толконюк
- январь 1962 — июнь 1964 — генерал-лейтенант танковых войск В. Н. Баскаков
- 1969 — 25 сентября 1972 — генерал-лейтенант Н. А. Зотов
- 26 сентября 1972 — декабрь 1976 — генерал-лейтенант танковых войск А. А. Дунин
- декабрь 1976 — октябрь 1979 — генерал-лейтенант В. Н. Верёвкин-Рахальский
- октябрь 1979—1983 — генерал-лейтенант В. С. Колесов
- 1983 — октябрь 1987 — генерал-майор Э. В. Порфирьев
- октябрь 1987—1991 — генерал-лейтенант И. Блинов

### Первые заместители командующего ЮГВ (3-е формирование)
- 2 апреля 1958 — 17 мая 1960 — генерал-лейтенант И. В. Тутаринов
- 17 мая 1960 — 6 сентября 1962 — генерал-лейтенант танковых войск М. Т. Никитин
- 6 сентября 1962 — ? — генерал-лейтенант  С. А. Андрющенко
- 12 июля 1968 — 17 октября 1969 — генерал-лейтенант  Б. П. Иванов
- 22 декабря 1969 — 19 августа 1972 — генерал-лейтенант М. И. Сорокин
- 23 августа 1972 — 1 сентября 1975 — генерал-лейтенант Я. А. Гугняк
- 1 сентября 1975 —1980 — генерал-лейтенант А. Н. Зайцев
- март 1981 — май 1984 — генерал-лейтенант  С. К. Нурмагамбетов
- июнь 1984 — 4 августа 1985 — генерал-лейтенант А. А. Демидов

### Заместители командующего (3-е формирование)
- 1982 — 1985 — заместитель командующего по тылу генерал-майор В. А. Миргородский
- 1982 — 1985 — заместитель командующего по вооружению генерал-майор Б. С. Макаров